# Акустический поролон

Акустический поролон (пирамидный рельеф)

Акусти́ческий пороло́н (от др.-греч. ἀκούω (аку́о) — слышу + эпоним от норвежской фирмы Porolon AS) — материал, специально разработанный для поглощения звуковых волн. Отличается от обычного поролона тем, что специально создан для снижения уровня шума и эха.
Используется в студиях звукозаписи, кинотеатрах и концертных залах.

## Описание

Акустический поролон (пирамидный рельеф) в студии звукозаписи

Треугольнообразные акустические панели

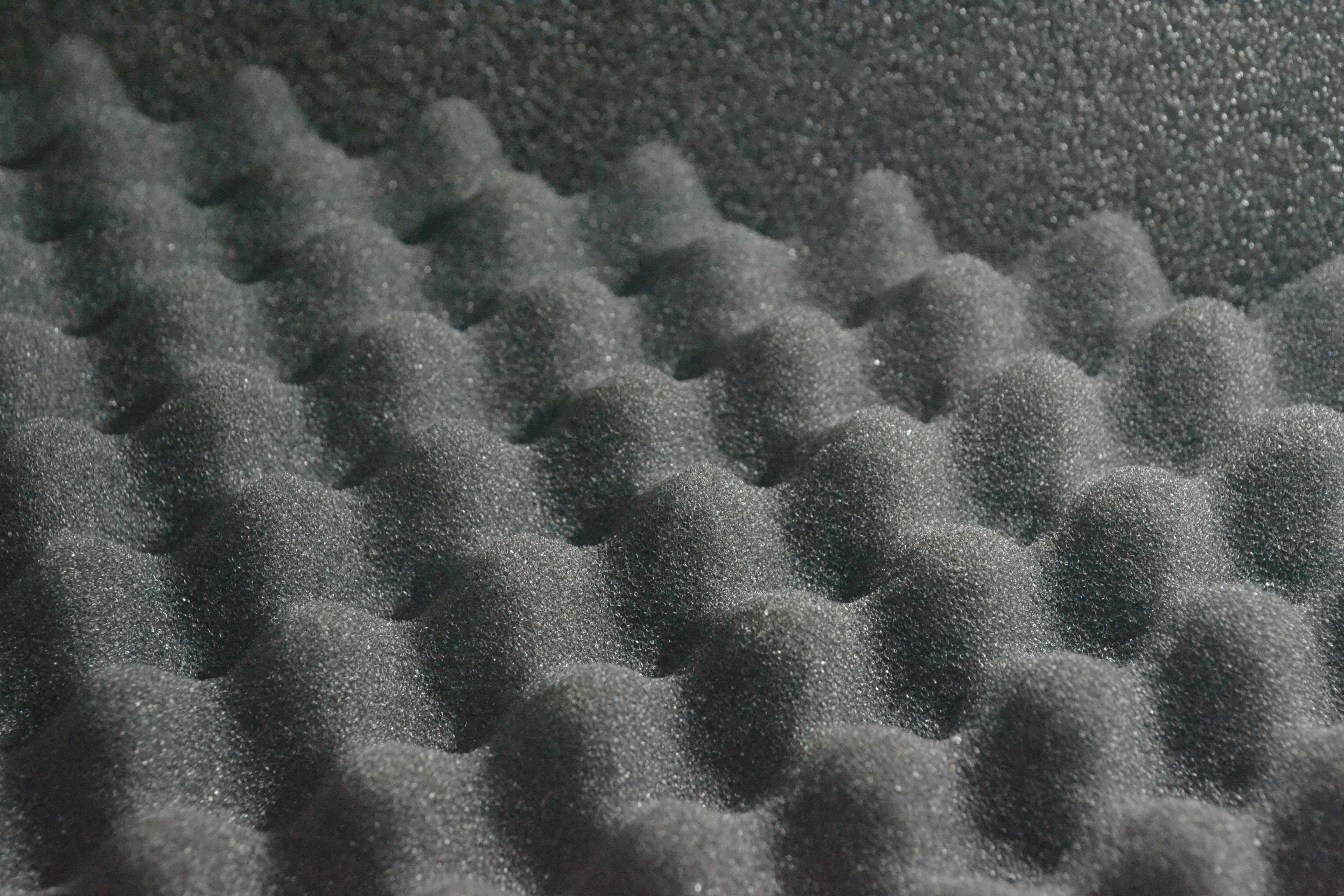
Акустическая панель крупным планом

Плавно-волнистые акустические панели

Гладкая акустическая панель

Акустический поролон изготавливается из полиуретана или базальтовой ваты и имеет пористую структуру, которая позволяет ему эффективно поглощать звуковые волны. Акустический поролон производится из безопасных материалов, которые не содержат вредных веществ. Это делает его безопасным для здоровья и окружающей среды. Акустический поролон  используется в студиях звукозаписи, кинотеатрах, концертных залах и прочих помещениях, где требуется высококачественная звукоизоляция.
От обычного поролона отличается открытой пористой структурой и более высокой плотностью и толщиной. Это позволяет ему эффективно поглощать звуковые волны на различных частотах и уровнях громкости звука. Акустический поролон устанавливают на стены, потолок или пол и также может использоваться для создания звуконепроницаемых перегородок между комнатами.
Весь ассортимент материала можно разделить на два вида — рельефный и безрельефный. Первый вид больше предназначен для корректирования акустических условий в замкнутом пространстве — уменьшении времени реверберации звука. Рельефные панели могут иметь различный профиль: как правило, это «пирамида» или «слегка усечённая пирамида» (волна). Использование рельефной панели повышает эффективность рассеивания звука благодаря увеличению площади его рабочей поверхности за счёт изломанных граней его фактуры. А гладкий акустический поролон более универсален и его чаще применяют для шумоизоляции стен и перегородок.
Чтобы правильно установить акустический поролон, необходимо учитывать такие факторы, как размер и геометрия помещения, тип поверхностей и т. п.
Акустический поролон является более доступным вариантом, чем другие материалы для звукоизоляции, такие как минеральная вата или пенопласт и может быть легко заменён или обновлён при необходимости.